# Wanderlust (Little Big Town)
Wanderlust è il settimo album in studio del gruppo country pop statunitense Little Big Town, pubblicato nel 2016.

## Tracce
1. One Dance – 3:18
2. C'mon – 2:59
3. One of Those Days – 3:39
4. Work – 2:56
5. Skinny Dippin' – 3:19
6. Willpower – 3:21
7. Miracle – 3:38
8. The Boat – 2:43

## Formazione
- Karen Fairchild
- Kimberly Schlapman
- Phillip Sweet
- Jimi Westbrook

## Curiosità
- Nel brano C'mon cantano, anche se non sono accreditati, Justin Timberlake e Pharrell Williams.